# Tobruque (distrito)
Tobruque ou Tubruque (em árabe: طبرق; romaniz.: Ṭubruq) foi um distrito da Líbia. Foi criado em 1983, na reforma daquele ano. Segundo censo de 1987, havia 94 006 residentes, enquanto segundo o de 1995, havia 110 900; em 1995, sua área de de 84 000 metros quadrados. Em 2001, sofreu alterações em seu território e foi substituído pelo distrito de Butnane.